# オオナガケシゲンゴロウ
オオナガケシゲンゴロウ（Hydroporus submuticus）は、コウチュウ目ゲンゴロウ科に分類される昆虫の一種。

## 分布
北海道に分布する。

## 特徴
体長4.2-4.7mmで、同属の在来近縁種と比べて最も大きい。体は長楕円形で、頭部や前胸背が黒褐色となる。
水のきれいな止水域に生息する。